# 杰西·马什伯恩
杰西·马什伯恩（英語：Jesse Mashburn，1933年2月14日—），美国男子田径运动员，主攻短跑。他曾代表美国参加1956年夏季奥林匹克运动会田径比赛，获得男子4×400米接力金牌。